# Simhopp vid världsmästerskapen i simsport 2024 – Mixat parhopp 3 meter svikt
Mixat parhopp 3 meter svikt i simhopp vid världsmästerskapen i simsport 2024 avgjordes den 10 februari 2024 i Hamad Aquatic Centre i Doha i Qatar.
Domonic Bedggood och Maddison Keeney från Australien tog guld, Matteo Santoro och Chiara Pellacani från Italien tog silver samt Yi Jae-gyeong och Kim Su-ji från Sydkorea tog brons.

## Resultat
Tävlingen startade klockan 13:32.
| Placering | Nation                  | Simhoppare                                    | Poäng  |
| --------- | ----------------------- | --------------------------------------------- | ------ |
| 1         | Australien              | Domonic Bedggood Maddison Keeney              | 300,93 |
| 2         | Italien                 | Matteo Santoro Chiara Pellacani               | 287,49 |
| 3         | Sydkorea                | Yi Jae-gyeong Kim Su-ji                       | 285,03 |
| 4         | Storbritannien          | Ross Haslam Grace Reid                        | 278,28 |
| 5         | Mexiko                  | Jahir Ocampo Paola Pineda                     | 275,31 |
| 6         | Sverige                 | Elias Petersen Emilia Nilsson Garip           | 267,39 |
| 7         | USA                     | Noah Duperre Bridget O'Neil                   | 262,17 |
| 8         | Frankrike               | Gwendal Bisch Naïs Gillet                     | 260,85 |
| 9         | Tyskland                | Alexander Lube Jana Rother                    | 257,64 |
| 10        | Nya Zeeland             | Liam Stone Elizabeth Roussel                  | 252,66 |
| 11        | Polen                   | Kacper Lesiak Aleksandra Błażowska            | 252,30 |
| 12        | Irland                  | Jake Passmore Clare Cryan                     | 249,12 |
| 13        | Ukraina                 | Kyrylo Azarov Hanna Pysmenska                 | 235,50 |
| 14        | Indonesien              | Andriyan Andriyan Gladies Lariesa Garina Haga | 207,00 |
| 15        | Dominikanska republiken | José Calderón Victoria Garza                  | 198,12 |
| 16        | Georgien                | Giorgi Tsulukidze Tekle Sharia                | 198,72 |
| 17        | Macao                   | He Heung Wing Zhao Hang U                     | 166,17 |